# 中國文化大學商學院
中國文化大學商學院（英語：Chinese Culture University College of Business），為中國文化大學十三學院之一，大學部現有十二學系、八碩士班和一博士班，現為華文商管學院認證ACCBE之大學。。

## 系所沿革
- 1968年:觀光事業學系奉准招生，為全國大專院校中首創之觀光事業學系[2]。
- 1969年:經濟學系分組經濟組與國際貿易組
- 1970年:創立商學院，同年設立「企業管理學系」
- 1972年:推廣部成立「銀行保險學系」
- 1974年:成立「會計學系」
- 1979年:「銀行保險學系」改名「銀行學系」
- 1980年:經濟學系國際貿易組獨立為「國際貿易系」
- 1989年:開設國內第一所「觀光事業學系碩士班」
- 1990年:「資訊管理學系」改隸屬商學院。」
- 1992年:奉教育部核准成立「企業管理研究所博士班」
- 1995年:會計學系成立「會計學系碩士班」
- 1997年:「銀行學系」改組「財務金融學系」[3]。
- 2009年:奉教育部核准成立開辦「企業實務管理數位學習碩士eMBA」專班。
- 2010年:「企業管理學系」改名「國際企業管理學系」
- 2011年:商學院六系成立「全英語碩士專班」
- 2013年:設立「全球商務學位學程」全英語授課專班
- 2014年:「行銷研究所」奉准招生。
- 2017年:設立「電子商務碩士學位學程」「航空管理碩士學位學程」。
- 2019年:配合教育部政策，廣告學系進修學士班更名「整合行銷與廣告設計進修學士學位學程」
- 2019年:「行銷研究所」與土資系成立跨領域「不動產行銷碩士組」，108學年度開始招生。

## 歷任院長
- 廖大林 (1980-1986)
- 林彩梅 (1987-1992)
- 謝安田 (1993-2003)
- 林彩梅 (2004-2010)
- 任立中 (2010-2013)
- 吳青松 (2014-2018)
- 汪進揚 (2018-2023)
- 盧文民（2023）

## 系所
學、碩士班
- 國際貿易學系
- 國際企業管理學系
- 會計學系
- 觀光事業學系
- 資訊管理學系
- 財務金融學系

商學碩專班
- 全球商務學士學位學程
- 全球商務碩士學位學程
- 行銷碩士學位學程
- 電子商務碩士學位學程
- 航空管理碩士學位學程

進修學士班
- 休閒事業管理學位學程
- 表演艺术管理学程
- 時尚與創意產業品牌建構及經營學士學位學程
- 整合行銷與廣告設計學士學位學程(原廣告學系進修學士班)
- 數位媒體學士學位學程

博士班
- 國際企業管理學系研究所

## 發展目標
使命 
- 衡酌企業全球化經營趨勢與社會人才需求變遷，以培育具有中華文化內涵與德行之國際管理專業人才為商學院之使命。

發展願景 
- 商學院期許能成為亞洲聲望卓著之「多國籍企業研究重鎮」，以及卓越之「國際管理人才培育搖籃」，並以「專業性知識教育」、「教養性智慧教育」與「最瞭解華人市場」為發展策略特色。

學習目標 
- 「國際經營視野」

- 「國際企業管理知能」

- 「國際學術研究智慧」

- 「國際多元文化與倫理道德素養」

## 認證
- 2014年:通過華文商管學院認證ACCSB,，為台北第一所獲得認證之私立大學。

## 外部連結
- 中國文化大學商學院（页面存档备份，存于）